# 民族植物學

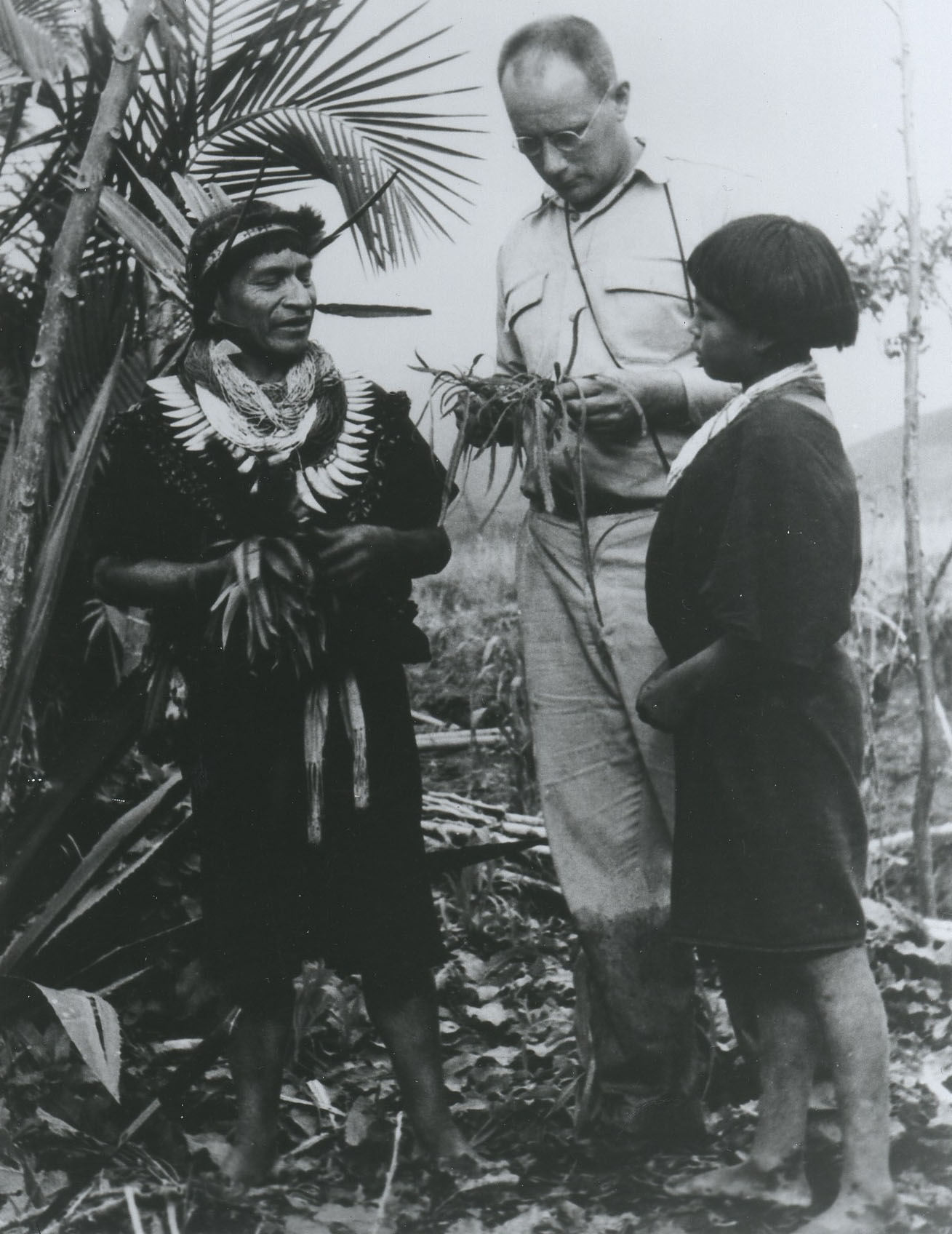
民族植物學家理查·舒爾茲在亞馬遜工作時的檔案照(攝於1940年代)

民族植物學（Ethnobotany）舊譯為民俗植物學，是一門探討生物學、植物學、藥理學、人類學等領域的綜合學科。
民族植物學的目的是紀錄、描述和解釋人類在文化上（及使用）與植物（常常也包括真菌）間的關係，並著重於研究植物如何在人類社會中被使用、認知及保育，例如食品、衣著、貨幣、宗教儀式、醫藥、染料、建築及化妝品等使用情形。

## 歷史

### 早期
人類使用植物的例史和人類一樣久，並且古往今來也不乏旅行者和探險家前往陌生的地方向當地人學習如何利用植物。例如一世記時，迪奧斯科里德斯在羅馬帝國各地遊歷並紀錄了各地六百餘種植物的食用和藥用特性。在1732年林奈也曾前往拉普蘭訪問薩米人怎麼使用各種植物。但是研究「人類如何利用植物」則是近代才有。

### 現代
20世記初，植物學家約翰·威廉·哈許博格正式提出民族植物學，理查·舒爾茲將之發揚光大，被稱為民族植物學之父。現代民族植物學往往和人類學的民族誌結合。

## 研究主題
民族植物學的研究主題包括野菜、食用蕈、編織、染料、醫藥採集方式，以及對各種植物的神話、儀式利用等等。有時用現代科學分析這些植物的特性（包括生態學、生物地理、生物化學），並與傳統利用方法比較，或是比較不同文化之間對植物利用的相近和相異之處。科學中藥也可以視為一種民族植物學。在現代，民族植物學也可能和永續利用、原住民權利等議題結合。

## 腳註
1. ↑  The Random House Dictionary of the English Language Unabridged Edition, Jess Stein ed. in chief, Random House, New York 1966 p. 489
2. ↑  Acharya, Deepak and Shrivastava Anshu (2008): Indigenous Herbal Medicines: Tribal Formulations and Traditional Herbal Practices, Aavishkar Publishers Distributor, Jaipur, India. ISBN 978-81-7910-252-7. pp 440.
3. ↑  . www.eplantscience.com.   [2 May 2018]. （原始内容存档于14 April 2018）.
4. ↑  Mazal, Otto. . Uchicago.edu. University of Chicago.   [2 May 2018].
5. ↑  Han F. Vermeulen. . University of Nebraska Press. 2015. ISBN 9780803277380.
6. ↑  White, James T. . University of Michigan. 1931.
7. ↑  Ponman, Bussmann, Bruce E, Rainer W.  (PDF). Missouri Botanical Garden. 2012  [2020-08-04]. ISBN 978-0984841523. （原始内容存档 (PDF)于2020-08-05）.